# Lionel Davidson
Lionel Davidson (* 31. März 1922 in Hull, Yorkshire; † 21. Oktober 2009 in London) war ein britischer Schriftsteller.

## Leben
Er verließ frühzeitig die Schule und arbeitete als Laufbursche beim Wochenmagazin The Spectator.  Später arbeitete er beim Londoner Pressedienst Keystone, unterbrochen vom Zweiten Weltkrieg, wo er bei der U-Boot-Marine diente.
Nach dem Krieg bereiste er als selbstständiger Berichterstatter Europa. Seine Reiseerfahrungen und der Kalte Krieg brachten ihn auf die Idee, einen Spionageroman zu schreiben, der in der damaligen Tschechoslowakei spielte. Die Nacht des Wenzel erschien 1960 und war sofort ein großer Erfolg. Er erhielt dafür zahlreiche Auszeichnungen, unter anderem den ersten seiner drei Gold Dagger für den besten Kriminalroman des Jahres. 1964 wurde das Buch mit Dirk Bogarde in der Hauptrolle unter dem Titel Manche mögen's geheim (engl. Hot Enough for June) verfilmt.
Bis 1978 erschienen in unregelmäßigen Abständen weitere Romane von ihm, die alle ebenfalls sehr erfolgreich waren. Daneben schrieb er auch einige Kinderbücher, für die er teilweise das Pseudonym David Line verwendete.
Danach folgte eine größere Pause, bis 1994 sein letzter Spionageroman Der Rabe erschien. 2001 erhielt er für sein Lebenswerk den Diamond Dagger der britischen Krimiautorenvereinigung CWA.

## Werke
Abenteuerroman
- Die Rose von Tibet (The Rose of Tibet, 1962)

Spionageromane
- Die Nacht des Wenzel (The Night of Wenceslas, 1960, Gold Dagger)
- Das Geheimnis der Menora (A Long Way to Shiloh, 1966, Gold Dagger)
- Making Good Again, 1968
- Der Ruf der Gazelle (Smith's Gazelle, 1971)
- Das schwarze Gold (The Sun Chemist, 1976)
- Tod in Chelsea (The Chelsea Murders, 1978, Gold Dagger)
- Der Rabe (Kolymsky Heights, 1994)

Kinderbücher
- Treffpunkt Riesenrad (als David Line)
- Unter dem Pflaumensee. Eine Fantasie (Under Plum Lake, 1980, Kinderbuch)